# Chrysophyllum boukokoense
Chrysophyllum boukokoense är en tvåhjärtbladig växtart som först beskrevs av André Aubréville och François Pellegrin, och fick sitt nu gällande namn av Laurent Gautier. Chrysophyllum boukokoense ingår i släktet Chrysophyllum och familjen Sapotaceae. Inga underarter finns listade i Catalogue of Life.